# Радмила Војводић
Радмила Војводић (Бар, 25. октобар 1961) је позоришна редитељка, драмска списатељица, универзитетска професорка и бивша ректорка Универзитета у Црној Гори.

## Биографиja
Дипломирала је позоришну и радио режију на Факултету драмских уметности у Београду.
Написала је и режирала комад Принцеза Ксенија од Црне Горе, којим је 1994. године обновљена продукција Краљевског позоришта Зетски дом.
Дио је ауторског тима праизведбе једине опере из црногорске музичке баштине - Балканска царица, Дионизија де Сарна по либрету Николе I Петровића Његоша (2008).
Предаје режију на Факултету драмских умјетности на Цетињу.
Оснивач и уредник часописа за позориште и културу Гест (1999-2014).
Обављала је функцију ректора Универзитета у Црној Гори као прва жена на тој функцији. Смијењена је након неколико мјесеци сукоба и несугласице. Она је оптужила владу Црне Горе на челу са Душком Марковићeм да се умијешала у аутономију универзитета.
Чланица је ДАНУ.

## Награде
- Тринаестојулска награда
- Награда Град театар[4]
- Велика награда ЦНП-а, 2000, 2008 и 2010.[4]
- Специјална награда МЕСС, Сарајево[4]
- Награда Бијенала црногорског театра, 2010.[4]
- Награда за оригинално редитељско читање, 2013.[4]
- Награда Националних фестивала малих театарских форми (Бугарска)[4]

## Одабрана театрографија
- Лењин, Стаљин, Троцки, 23.04.1982, Београд, Народно позориште[5]
- БРЕМЕНСКА СЛОБОДА, 03.02.1985, Београд, Атеље 212
- Гнездо, 09.09.1986, Нови Сад, Српско народно позориште
- Маркиза де Сад, 26.06.1988, Београд, Југословенско драмско позориште
- ПЛЕЈ АЛЕКСАНДАР ПОПОВИЋ, 26.09.1990, Београд, Београдско драмско позориште
- ТАЈНА ВЕЗА, 18.01.1991, Београд, Београдско драмско позориште
- Нега мртваца, 08.02.1992, Нови Сад, Српско народно позориште
- МРАВЉИ МЕТЕЖ, 12.06.1992, Београд, Атеље 212
- ВРЕМЕ ЧУДА, 09.05.1993, Београд, Атеље 212
- Дон Жуан се враћа из рата, 07.10.2000, Подгорица, Црногорско народно позориште
- Балканска царица (опера из 2008. године)[6]
- Данило[7]
- Његош, ватре[7]